# 梅拉妮·马加利斯
梅拉妮·马加利斯（英語：Melanie Margalis，1991年12月30日—），生于佛罗里达州克利尔沃特，美国女子游泳运动员，主攻混合泳。她的哥哥罗伯特·马加利斯和姐姐斯蒂芬妮·马加利斯同样都是游泳选手，她也正是在10岁时跟随着哥哥的脚步开始练习游泳的。她在乡村高中（Countryside High School）毕业，大学时就读于乔治亚大学，期间她代表该校校队参加国内比赛。2016年起，他的丈夫是美國游泳選手和電子工程師尼可拉斯·芬克。